# Python Software Foundation
Python Software Foundation (PSF) — некомерційна організація, що займається розвитком мови програмування Python, запущена 6 березня 2001 року. Місія фонду полягає в сприянні розвитку спільноти Python і відповідає за різні процеси в рамках спільноти, включаючи розробку основних дистрибутивів Python, управління інтелектуальними правами, організацію конференцій розробників, включаючи PyCon, та залучення коштів.
У 2005 році Python Software Foundation отримав престижну нагороду журналу Computerworld — Computerworld Horizon Awards за «передові» технології.